# Luis Jiménez Morell
Luis Jiménez Morell (Granada, 1940) és un polític valencià d'origen andalús.
Treballà com a perit agrícola i el 1976 fou secretari d'organització de la UGT d'Almoradí. Militant també del PSOE, l'octubre de 1978 va substituir Inmaculada Sabater Llorens, que havia estat escollit diputada per la província d'Alacant a les eleccions generals espanyoles de 1977. Fou Vocal de la Comissió Conjunta Agricultura-Justícia del Congrés dels Diputats.
A les eleccions municipals espanyoles de 1983 fou escollit regidor de l'ajuntament d'Almoradí. Posteriorment ha format part del col·lectiu Ecología y Salud.